# Геосетка
Геосетка — геосинтетический плоский полимерный рулонный материал с сетчатой структурой, образованный эластичными рёбрами из высокопрочных пучков нитей, скреплёнными в узлах прошивочной нитью, переплетением, склеиванием, сплавлением или иным способом, с образованием ячеек, размеры которых больше образующих сетку рёбер, обработанных специальными составами для улучшения свойств и повышения их стабильности. [предназначение?]

## Классификация
Выделяют следующую классификацию геосеток.
По применению:
- геосетки для грунта;
- геосетки для асфальтобетона.

По материалу:
- полиэфирные;
- полиэтиленовые;
- полиамидные;
- полипропиленовые;
- из стекловолокна;
- из полиэстера;
- из базальтового ровинга.

По способу формирования геосетки:
- двуосные (двойного ориентирования);
- одноосные (моноориентированные);
- трёхосные (гексагональные).

## Производство
Геосетка производится различными способами: литьём, переплетением нитей, соединением узлами.

## Геосетки и геокомпозиты для асфальтобетона
Геосетки отличаются высокими механическими характеристиками и применяются для создания армирующих прослоек. Стеклянными геосетками армируют верхние слои дорожных одежд из разного вида асфальтобетонов. Геосетки изготавливается из стекловолокна и состоят из двух систем ровингов или комплексных нитей, прошитых или склеенных между собой и пропитанных высокопрочным полимерным составом, имеющих хорошую адгезию с битумосодержащими материалами (асфальтобетонами).
Геосетки обычно имеют ячейки с линейными размерами 5-50 мм. Наличие и размер ячеек, толщина элементов определяют механические характеристики материалов и степень их связи с материалами контактирующих слоёв. Используется для повышения транспортно-эксплуатационных показателей дороги, продления межремонтных сроков работ, замедления процесса появления на покрытии различных дефектов (трещин, выбоин, колейности).
Геокомпозиты из нетканого геотекстильного полотна и объединённой с ним геосетки из стекло- или базальтового волокна применяются для армирования покрытий автомобильных дорог и аэродромов. Наличие нетканого полотна обеспечивает лучшие условия по контакту с материалами окружающих слоёв и лучшее выполнение функций по исключению (снижению) процесса проявления «отражённых» трещин, наличие геосетки обеспечивает армирование лежащего выше слоя асфальтобетонного покрытия.

## Геосетки для грунта
Использование геосетки для грунта, по сравнению с традиционным строительством дорожного полотна при помощи бетонных плит или используя только насыпные материалы, такие как песок и щебень, уменьшает расход гранулированного материала до 40 %. При этом соблюдаются параметры конструкции, заложенные в проекте.
Геосетка применяется как армирующая прослойка в грунтовых конструкциях на слабом основании. Первопричиной существующих проблем качества дорожного полотна является недостаточно эффективное устройство основания дорожных одежд. Геосетка позволяет обеспечить общую устойчивость насыпи, сократить неравномерность осадков, снизить требуемый объём применяемых материалов.
Различают геосетки двуосные и одноосные.

### Геосетки двуосные
Это плоские сетки с ячейками прямоугольной формы, разработанные для строительства на слабых грунтах, а также для повышения способности конструкций переносить высокие динамические и статические нагрузки.
Область применения:
- строительство новых и ремонт уже существующих дорог;
- строительство временных, а также технологических дорог, например дороги для проезда техники при строительстве магистральных трубопроводов;
- строительство подъезда техники к объекту строительства;
- возведение площадок, подвергаемых высоким нагрузкам;
- повышение прочности подбалластного и балластного слоя при строительстве железнодорожного полотна или капитальном ремонте;
- армирование бетона;
- организация защиты от камнепадов.

### Геосетки трёхосные
Это плоские сетки с ячейками треугольной формы, значительно превосходящие по своей армирующей способности двуосные сетки. Устойчива к нагрузкам на 360°. Обеспечивает стабилизирующий слой, на объектах повышенной сложности.
- строительство новых и ремонт уже существующих дорог;
- строительство временных, а также технологических дорог, например дороги для проезда техники при строительстве магистральных трубопроводов;
- строительство подъезда техники к объекту строительства;
- возведение площадок, подвергаемых высоким нагрузкам;
- повышение прочности подбалластного и балластного слоя при строительстве железнодорожного полотна или капитальном ремонте;
- армирование бетона;
- организация защиты от камнепадов.

### Геосетки одноосные
Это сетки с длинными вытянутыми ячейками, ориентированными в одном направлении для создания высокой прочности на растяжение.
Функции материала: армирование, разделение слоёв.
Область применения:
- строительство подпорных стен, устоев мостов, крутых откосов, земляных дамб;
- возведение насыпей на слабых грунтах;
- восстановление оползневых склонов;
- контроль эрозии;
- укрепление мест для захоронения отходов.

## Национальные стандарты Российской Федерации
- ГОСТ Р 55028- 2012
- ГОСТ Р 55029-2020
- ГОСТ Р 56338-2015
- ПНСТ 317-2018